# Diskografie Madcon
Toto je seznam vydané diskografie norského hudebního dua Madcon. Skupina vydala celkem sedm studiových alb, osmnáct singlů a jeden kompilační album.

## Alba

### Studiová alba
| It's All a Madcon                                                                       | - Vydáno: 2004                                                            | —  | —  | —  | —  | —   |                             |
| So Dark the Con of Man                                                                  | - Vydáno: 3. prosince 2007 - Vydavatelství: RCA                           | 3  | 30 | 11 | 45 | 137 | - SNEP: Silver - NFPF: Gold |
| An InCONvenient Truth                                                                   | - Vydáno: 2. prosince 2008 - Vydavatelství: Bonnier Amigo Music Norway AS | 8  | —  | —  | —  | —   |                             |
| Contraband                                                                              | - Vydáno: 3. prosince 2010 - Vydavatelství: Columbia/Sony Music           | 2  | —  | —  | 77 | —   |                             |
| Contakt                                                                                 | - Vydáno: 21. června 2012 - Vydavatelství: Cosmos                         | 4  | —  | —  | —  | —   |                             |
| Icon                                                                                    | - Vydáno: 11. srpna 2013 - Vydavatelství: Sony Music                      | 1  | —  | —  | 96 | —   |                             |
| Contakt Vol. 2                                                                          | - Vydáno: 9. března 2018 - Vydavatelství: Sony Music                      | 36 | —  | —  | —  | —   |                             |
| "—" značí, že se nahrávka neumístila v hitparádách nebo v tomto území ani nebyla vydána |                                                                           |    |    |    |    |     |                             |

### Kompilační alba
| Název    | Detaily                                                   |
| -------- | --------------------------------------------------------- |
| CONquest | - Vydáno: 2009 - Vydavatelství: Cosmos/Universal Republic |

## Singly

### Jako hlavní umělec
| 2000                                                                                    | "O.C (Oslo City)"                              | —  | —  | —  | — | —  | —  | —  | —  | —  | —  |                                                                         | Singly bez alb         |
| 2000                                                                                    | "God Forgive Me"                               | —  | —  | —  | — | —  | —  | —  | —  | —  | —  |                                                                         | Singly bez alb         |
| 2004                                                                                    | "Doo-Wop"                                      | 11 | —  | —  | — | —  | —  | —  | —  | —  | —  |                                                                         | It's All a Madcon      |
| 2004                                                                                    | "Infidelity" (feat. Sofian)                    | 18 | —  | —  | — | —  | —  | —  | —  | —  | —  |                                                                         | It's All a Madcon      |
| 2008                                                                                    | "Beggin'"                                      | 1  | 7  | 1  | 1 | 7  | 8  | 1  | 5  | 5  | 79 | - BEA: Gold - BPI: Platinum - BVMI: Gold - SNEP: Gold                   | So Dark the Con of Man |
| 2008                                                                                    | "Back on the Road" (feat. Paperboys)           | 6  | —  | —  | — | 66 | —  | —  | —  | —  | —  |                                                                         | So Dark the Con of Man |
| 2008                                                                                    | "Liar"                                         | 2  | —  | —  | — | 65 | —  | —  | —  | —  | —  |                                                                         | an inCONvenient truth  |
| 2010                                                                                    | "Glow"                                         | 1  | 14 | 70 | — | 4  | 12 | 59 | 25 | 70 | —  | - IFPI NOR: 8× Platinum - BVMI: Platinum - IFPI AUT: Gold               | Contraband             |
| 2010                                                                                    | "Freaky Like Me" (feat. Ameerah)               | 1  | 11 | 62 | — | 9  | —  | —  | 6  | 46 | —  | - IFPI NOR: 4× Platinum - BVMI: Gold - IFPI AUT: Gold                   | Contraband             |
| 2010                                                                                    | "Outrun the Sun" (feat. Maad*Moiselle)         | 11 | 20 | —  | — | 27 | —  | —  | —  | —  | —  |                                                                         | Contraband             |
| 2011                                                                                    | "Helluva Nite" (feat. Maad*Moiselle & Itchy)   | 10 | —  | —  | — | 29 | —  | —  | —  | —  | —  |                                                                         | Contraband             |
| 2012                                                                                    | "Kjører på" (feat. Timbuktu)                   | 14 | —  | —  | — | —  | —  | —  | —  | —  | —  |                                                                         | Contakt                |
| 2012                                                                                    | "Fest på Smedstad vest" (feat. Tina & Bettina) | 12 | —  | —  | — | —  | —  | —  | —  | —  | —  |                                                                         | Contakt                |
| 2012                                                                                    | "Fåkke fly bort" (feat. Maria Mena)            | —  | —  | —  | — | —  | —  | —  | —  | —  | —  |                                                                         | Contakt                |
| 2012                                                                                    | "Å Lø"                                         | —  | —  | —  | — | —  | —  | —  | —  | —  | —  |                                                                         | Contakt                |
| 2013                                                                                    | "In My Head"                                   | 2  | —  | —  | — | —  | —  | —  | —  | —  | —  | - IFPI NOR: 2× Platinum                                                 | Icon                   |
| 2013                                                                                    | "One Life" (feat. Kelly Rowland)               | 11 | 9  | 57 | — | 6  | —  | —  | 37 | —  | —  | - IFPI NOR: 2× Platinum - BVMI: Gold                                    | Icon                   |
| 2013                                                                                    | "The Signal"                                   | —  | —  | —  | — | 54 | —  | —  | —  | —  | —  |                                                                         | Icon                   |
| 2013                                                                                    | "Say Yeah" (feat. Stori)                       | —  | —  | —  | — | —  | —  | —  | —  | —  | —  |                                                                         | Icon                   |
| 2015                                                                                    | "Don't Worry" (feat. Ray Dalton)               | 4  | 2  | 10 | 2 | 3  | 63 | 10 | 8  | 54 | —  | - IFPI NOR: 4× Platinum - BPI: Silver - BVMI: Platinum - IFPI AUT: Gold | Singly bez alb         |
| 2016                                                                                    | "Keep My Cool"                                 | —  | 60 | —  | — | 63 | —  | —  | —  | —  | —  |                                                                         | Singly bez alb         |
| 2016                                                                                    | "Don't Stop Loving Me" (feat. KDL)             | —  | —  | —  | — | —  | —  | —  | —  | —  | —  |                                                                         | Singly bez alb         |
| 2017                                                                                    | "Got a Little Drunk"                           | 38 | —  | —  | — | —  | —  | —  | —  | —  | —  |                                                                         | Singly bez alb         |
| 2019                                                                                    | "Colling You"                                  | —  | —  | —  | — | —  | —  | —  | —  | —  | —  |                                                                         | Singly bez alb         |
| 2019                                                                                    | "Shine On" (feat. R.I.O.)                      | —  | —  | —  | — | —  | —  | —  | —  | —  | —  |                                                                         | Singly bez alb         |
| 2019                                                                                    | "No Lies" (feat. Jesper Jenset)                | —  | —  | —  | — | —  | —  | —  | —  | —  | —  |                                                                         | Singly bez alb         |
| "—" značí, že se nahrávka neumístila v hitparádách nebo v tomto území ani nebyla vydána |                                                |    |    |    |   |    |    |    |    |    |    |                                                                         |                        |

### Jako vedlejší umělec
| 2002                                                                                    | "Barcelona" (Paperboys feat. Madcon)                | 7  | —  | No Cure For Life |
| 2009                                                                                    | "Keep Talking" (Tommy Tee feat. Madcon & Alee)      | —  | —  |                  |
| 2011                                                                                    | "TAG" (Lazee feat. Madcon & Julimar)                | —  | —  |                  |
| 2012                                                                                    | "Sunrise" (Alexandra Joner feat. Madcon)            | 8  | —  |                  |
| 2012                                                                                    | "How Far" (Daco Junior feat. Madcon)                | —  | —  | Heartbeat Solo   |
| 2015                                                                                    | "The Wave" (Matoma feat. Madcon)                    | —  | —  |                  |
| 2016                                                                                    | "Limousine" (Christopher feat. Madcon)              | —  | 69 |                  |
| 2016                                                                                    | "Girls" (Marcus & Martinus feat. Madcon)            | 1  | 62 | Together         |
| 2016                                                                                    | "Cigarette" (Penthox feat. Madcon & Julimar Santos) | 34 | —  | Singl bez alb    |
| "—" značí, že se nahrávka neumístila v hitparádách nebo v tomto území ani nebyla vydána |                                                     |    |    |                  |